# Утяй (деревня)
Утяй — деревня в Бардымском районе Пермского края. Входит в состав Красноярского сельского поселения.
По результатам переписи 2010 года численность населения составила 0 человек.
В 2005 году численность населения составляла 1 человек.
Находится примерно в 10 км к востоку от центра села Барда.